# Hamilton (Alabama)
Hamilton település az USA Alabama államában, Marion megyében, melynek megyeszékhelye is. Lakosainak száma 7042 fő (2020. április 1.).

## Népesség
A település népességének változása:

| 2010 | 6 885 |
| 2020 | 7 042 |